# Write once read many
Write once read many (WORM) (em português:  escrita uma vez e leitura várias) descreve um dispositivo de armazenamento de dados no qual as informações, uma vez gravadas, não podem ser modificadas. Essa proteção contra gravação oferece a garantia de que os dados não podem ser adulterados depois de gravados no dispositivo.
Em dispositivos de armazenamento de dados comuns (não WORM), o número de vezes que os dados podem ser modificados é limitado apenas pela vida útil do dispositivo, pois a modificação envolve alterações físicas que podem causar desgaste no dispositivo. O aspecto "ler muitos" não é digno de nota, pois os dispositivos de armazenamento modernos permitem a leitura ilimitada de dados uma vez gravados.
O WORM protege os arquivos importantes, mantendo-os seguros e intactos. Ele garante o mais alto nível de integridade e segurança de dados, eliminando o risco de dados importantes serem excluídos ou modificados. Desta forma, o WORM ajuda a preservar a autenticidade e segurança dos dados registrados.

## Unidades WORM atuais
Os discos ópticos CD-R, DVD-R e BD-R para computadores eram dispositivos WORM comuns. Nesses discos, nenhuma região do disco pode ser gravada uma segunda vez. No entanto, esses discos geralmente usam um sistema de arquivos baseado na ISO 9660 que permite que arquivos adicionais e até versões revisadas de um arquivo com o mesmo nome sejam gravados em uma região diferente do disco. Para o usuário do disco, o disco parece permitir adições e revisões até que todo o espaço em disco seja usado.
A especificação do cartão SD e do cartão microSD permite várias formas de proteção contra gravação. A forma mais comum, disponível apenas ao usar um cartão SD de tamanho normal, fornece um "comutador mecânico de proteção contra gravação" que permite ao usuário avisar ao computador host que o usuário deseja que o dispositivo seja tratado como somente leitura. Isso não protege os dados no cartão se o host estiver comprometido.
Vários fornecedores a partir do início dos anos 2000 desenvolveram dispositivos WORM magnéticos. Esses dispositivos de armazenamento de nível de arquivamento utilizam uma variação das tecnologias de armazenamento RAID e magnético para proteger os dados contra alterações ou modificações não autorizadas nos níveis de hardware e software. À medida que o custo do armazenamento magnético (e de estado sólido) diminuiu, também diminuiu o custo dessas tecnologias de armazenamento de arquivamento. Essas tecnologias quase sempre são integradas diretamente a um sistema de gerenciamento de conteúdo/documentos que gerencia agendamentos de retenção e controles de acesso, juntamente com o histórico de nível de documento.
Existem vários fornecedores de tecnologias de armazenamento magnético, incluindo NetApp, EMC Centera, KOM Networks e outros. Em 2013, a GreenTec-USA, Inc. desenvolveu unidades de disco rígido WORM com capacidades de 3 TB e superiores. A prevenção de regravação é feita no nível do disco físico e não pode ser modificada ou substituída pelo computador conectado.

## Pesquisa
Nos últimos anos tem havido um interesse renovado em WORM baseado em componentes orgânicos, como PEDOT:PSS ou outros polímeros como PVK ou PCz. Dispositivos WORM orgânicos, considerados memória orgânica, podem ser usados como elementos de memória para etiquetas RFID de baixo consumo.